# Gjoko Taneski

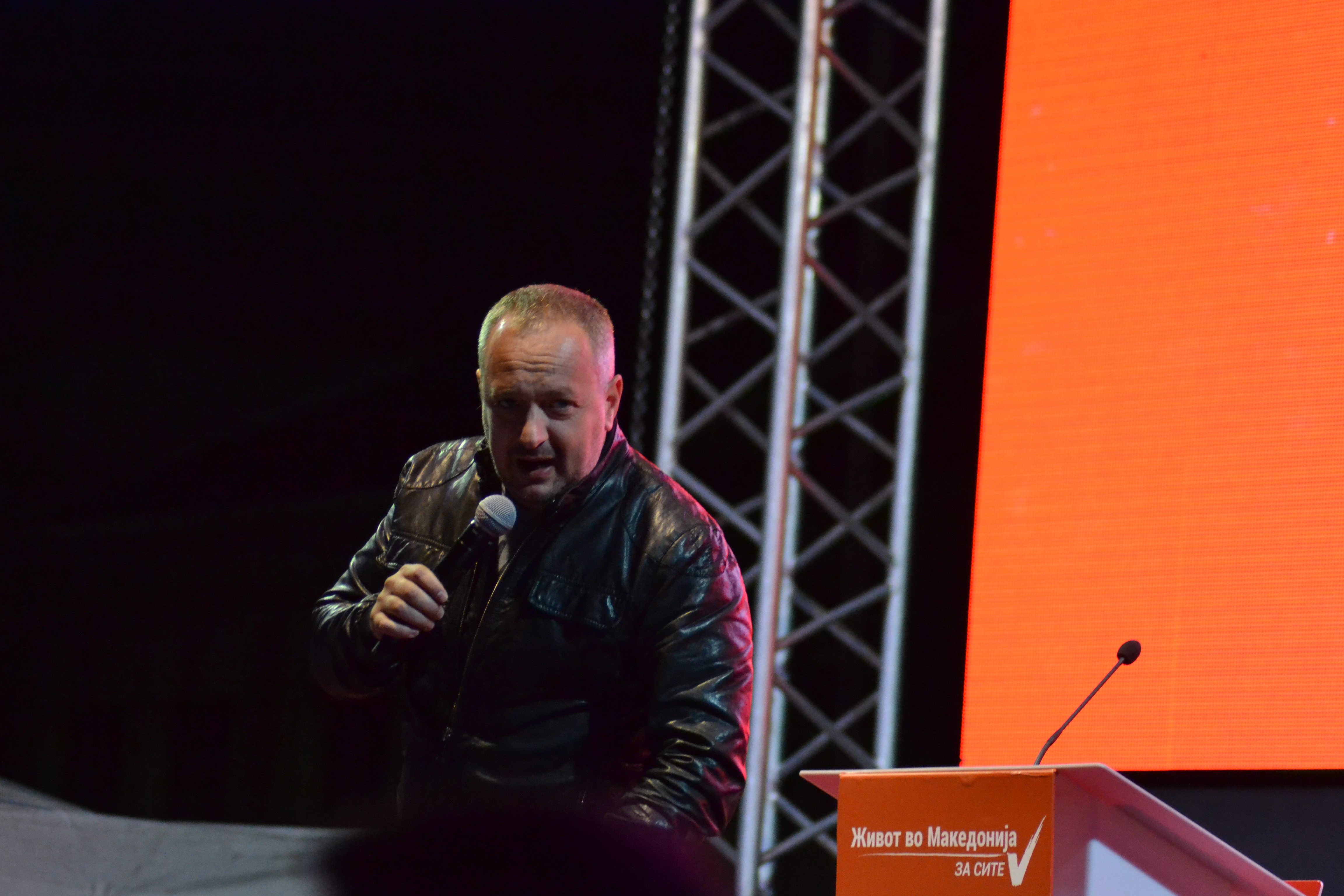
Gjoko Taneski, 2017

Gjoko Taneski (mazedonisch: Ѓоко Танески, * 2. März 1977 in Ohrid, Jugoslawien) ist ein nordmazedonischer Rock-/Popsänger. Er vertrat sein Heimatland beim Halbfinale des Eurovision Song Contest 2010 in Norwegen, schied dort aber aus.

## Leben vor dem Eurovision Song Contest 2010
Der Sänger stammt aus der an der albanischen Grenze liegenden Kleinstadt Ohrid, die heute ein beliebter nordmazedonischer Touristenort ist. Seine Karriere als professioneller Musiker startete Taneski 1996. Er war Mitglied in mehreren Bands und veröffentlichte auch solo zwei Alben.

## Mazedonischer Vorentscheid zum ESC 2010/Teilnahme am Halbfinale
Nachdem er vom Komponisten Kristijan Gabrovski gefragt wurde, ob er am mazedonischen Vorentscheid zum Eurovision Song Contest 2010 teilnehmen wolle, kam er dort über zwei Qualifikationsrunden neben 15 anderen Kandidaten ins Finale, dem Skopje Fest 2010 am 20. Februar. Dort trug er den Song Jas ja imam silata vor, welcher zuvor von Gabrovski in Zusammenarbeit mit Darko Tasev und Vesna Malinova produziert wurde. Beim Vorentscheid wurden je zur Hälfte das Urteil einer neutralen Jury und das Ergebnis eines Televotings berücksichtigt. Nach Berechnung der Punktzahl lag Taneski gleichauf mit dem Kandidaten Vlatko Ilievski. Das Regelwerk des Wettbewerbs sah für diesen Fall vor, dass der Kandidat siegt, welcher ein höheres Juryvoting erhalten hat. Dies war Taneski und so ging er für Mazedonien am 25. Mai im Halbfinale des Eurovision Song Contest 2010 in Oslo an den Start. Dort allerdings konnte er die europäische Jury und die Zuschauer nicht genug beeindrucken, um ins Finale einzuziehen.

## Diskografie

### Alben
- 2007: Zbogum Najmila
- 2009: Nikogas Dosta

### Singles
- 2009: Never Enough
- 2009: Nikogas Dosta
- 2010: Jas ja imam silata